# Ocotlán de Morelos
Ocotlán de Morelos är en kommun i Mexiko.   Den ligger i delstaten Oaxaca, i den sydöstra delen av landet, 400 km sydost om huvudstaden Mexico City.
Följande samhällen finns i Ocotlán de Morelos:
- Praxedis de Guerrero
- Tejas de Morelos
- Santa Rosa
- La Tortolita
- Rancho Galea
- La Chilaíta
- Rancho el Moreno
- Sitio de Santiago